# Annette Lareau
Annette Patricia Lareau (* 1952) ist eine US-amerikanische Soziologin, die 2014 als 105. Präsidentin der American Sociological Association amtierte. Sie ist Inhaberin der Edmund J. and Louise W. Kahn Professur für Sozialwissenschaften an der  University of Pennsylvania. Ihr Arbeitsschwerpunkt ist die Familiensoziologie.
Lareau legte 1974 ihr Bachelor-Examen an der University of California, Santa Cruz ab, es folgten 1978 das Master-Examen und 1984 die Promotion zur Ph.D., beides an University of California, Berkeley. Nach Tätigkeiten an der University of Maryland, der Temple University und der Southern Illinois University wurde sie 2008 Professorin an der University of Pennsylvania.

## Schriften (Auswahl)
- Unequal childhoods. Class, race, and family life. University of California Press, Berkeley 2003, ISBN 0520237633.
- Home advantage. Social class and parental intervention in elementary education.  Falmer Press, London/New York 1989, ISBN 1850003122.